# Dictyophleba
Dictyophleba là chi thực vật có hoa trong họ Apocynaceae.